# 小行星21887
小行星21887（21887 Dipippo）是一颗绕太阳运转的小行星，为主小行星带小行星。该小行星于1999年10月发现。

## 轨道参数
小行星21887的轨道半长轴为445 192 635 km，2.9758866 UA，离心率为0.069。